# Agregado (diplomacia)
Un agregado, palabra proveniente del latín aggregāre,  es un rango asignado a una persona en una embajada o misión diplomática, bajo la autoridad del embajador, especializado en distintos campos tales como: agregado agrícola, agregado científico, agregado cultural, agregado de prensa, agregado laboral y agregado militar. Es conocido también con la palabra en francés attaché[cita requerida] y la adaptación al castellano ataché. El agregado honorario, en algunos países, es aquel que de forma excepcional ha sido acreditado como diplomático.
En España puede ser un funcionario de algún ministerio distinto del Ministerio de Asuntos Exteriores y de Cooperación.